# Малый Ручей
Малый Ручей — деревня в Большедворском сельском поселении Бокситогорского района Ленинградской области.

## История
РУЧЕЙ — деревня Бередниковского общества, прихода Озерского погоста. Река Тихвинка.

Крестьянских дворов — 5. Строений — 8, в том числе жилых — 7. Жители занимаются рубкой, возкой и сплавом леса.

Число жителей по семейным спискам 1879 г.: 24 м. п., 21 ж. п.; по приходским сведениям 1879 г.: 28 м. п., 19 ж. п.

В конце XIX века — начале XX века деревня административно относилась к Деревской волости 5-го земского участка 3-го стана Тихвинского уезда Новгородской губернии.

МАЛЫЙ РУЧЕЙ (РУЧЕЙ) — деревня Бередниковского общества, дворов — 11, жилых домов — 15, число жителей: 38 м. п., 37 ж. п.
 
Занятия жителей — земледелие. Река Тихвинка. Смежна с дер. Яковлево. (1910 год)

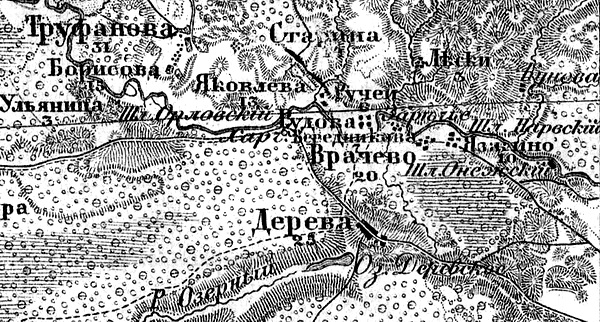
Деревня Малый Ручей на карте 1913 года

Согласно карте Новгородской губернии 1913 года, деревня называлась Ручей и насчитывала 6 крестьянских дворов.
С 1917 по 1918 год деревня входила в состав Деревской волости Тихвинского уезда Новгородской губернии.
С 1918 года, в составе Череповецкой губернии.
С 1924 года, в составе Пикалёвской волости.
С 1927 года, в составе Труфановского сельсовета Пикалёвского района.
С 1932 года, в составе Ефимовского района.
По данным 1933 года деревня Малый Ручей входила в состав Труфановского сельсовета Ефимовского района.
С 1938 года, в составе Тихвинского района.
С 1952 года, в составе Бокситогорского района.
С 1963 года, вновь составе Тихвинского района.
С 1965 года вновь в составе Бокситогорского района.
По данным 1966 и 1973 годов деревня Малый Ручей также входила в состав Труфановского сельсовета Бокситогорского района.
По данным 1990 года деревня Малый Ручей входила в состав Большедворского сельсовета.
В 1997 году в деревне Малый Ручей Большедворской волости проживали 4 человека, в 2002 году — 3 человека (русские — 2 чел, татары — 1 чел.).
В 2007 году в деревне Малый Ручей Большедворского СП проживали 2 человека, в 2010 году — 1.

## География
Деревня расположена в северо-западной части района близ автодороги 41К-035 (Большой Двор — Самойлово).
Расстояние до административного центра поселения — 24 км.
Расстояние до ближайшей железнодорожной станции Большой Двор — 25 км.
Деревня находится на правом берегу реки Тихвинка.

## Демография
| 1997 | 2002 | 2007 | 2010 | 2017 |
| ---- | ---- | ---- | ---- | ---- |
| 4    | ↘3   | ↘2   | ↘1   | →1   |